# 윈난 육군강무학교
윈난 육군강무학교(雲南陸軍講武學校)는 옛 국민정부 시대 중화민국 윈난 성 쿤밍의 육군 군사 학교였다.
원래 이 학교는 청나라 말기 시대였던 1907년 2월 8일, 윈난 육군강무당(雲南陸軍講武堂)으로써 첫 개교되었으며 그 이듬해 1908년 2월 8일(개교 1주년)에 쿤밍 육군강무당(昆明陸軍講武堂)으로 교명이 변경되었고 1년 후 1909년 3월 2일, 윈난 육군강무무비학당(雲南講武武備學堂)으로 교명이 거듭 개칭되었으며 그로부터 1년 후 1910년 5월 2일, 윈난 육군군관학교(雲南陸軍軍官學校)로 거듭 교명이 변경됨에 이어 2년 후 1912년 1월 16일, 윈난 육군강무학교(雲南陸軍講武學校)로 교명이 마지막 개칭되었다. 보병학과, 기병학과, 항공군사학부 등의 학과 및 학부 등이 있음으로 인하여 21년간의 면모 있는 중화민국 국민정부 시대 육군 군관학교로 자리매김을 하기도 한 이 학교는 1928년 2월 29일을 기하여 폐교되었다. 참고로 이 학교의 후신급 학교로는 중화인민공화국 윈난 대학교, 중화민국 국방대학교 등이 있다.